# Chajul
Chajul est une ville du Guatemala dans le département du Quiché.